# Helogale
Helogale Gray, 1861 è un genere della famiglia degli Erpestidi. Comprende due specie, note comunemente come manguste nane. Queste manguste si distinguono per le loro piccole dimensioni (lunghezza testa-tronco 23–25 cm, della coda 20–22 cm) e per avere solo 36 denti; sono diffuse con numerose sottospecie in Somalia, nelle regioni africane orientali, nel Sudafrica e nell'Angola meridionale.

## Specie
- Genere Helogale
  - Helogale hirtula Thomas, 1904 - mangusta nana somala
  - Helogale parvula (Sundevall, 1847) - mangusta nana comune

## Biologia
Le manguste nane sono animali diurni e vanno alla ricerca del cibo in piccoli gruppi formati da 4-15 individui; essi si mantengono in contatto emettendo continuamente delle grida simili a cinguettii. Sebbene non abbiano una residenza precisa, ritornano di quando in quando nelle zone ove sono sicure di operare buona caccia e scavano talvolta anche delle tane; di notte tuttavia preferiscono rifugiarsi nei nidi delle termiti, in tronchi cavi o in piccole grotte. Nello zoo di Francoforte, F. Zannier ebbe occasione di constatare che il comportamento della mangusta nana comune presenta molti tratti in comune con quello della mangusta grigia indiana, dell'icneumone e del suricato. Tutti questi animali hanno una stessa agilità di movimenti e l'abitudine di dormire tenendo il capo tra le zampe anteriori e insinuando il muso sotto l'addome. Quando assume l'atteggiamento di imposizione ed è molto eccitata, la mangusta nana comune non si limita a rizzarsi sugli arti posteriori, ma può anche ruotare su se stessa e muoversi saltellando; cattura gli insetti raspando nel terreno o rimuovendo sassi e uccide i gasteropodi in modo analogo ad altre manguste (mangusta striata, mangusta cancrivora e mangusta di palude), afferrandoli con gli arti anteriori e scagliandoli all'indietro, attraverso quelle posteriori; per fare ciò stacca le quattro zampe da terra, sollevando la regione posteriore del corpo. La mangusta nana comune individua le prede probabilmente servendosi in uguale misura dell'olfatto, della vista e dell'udito; le insegue quindi con piccoli balzi e, dopo averle afferrate con il muso e le zampe anteriori, le uccide mordendole più volte al capo o alla nuca. Comincia a mangiarle dalla testa e, se la vittima è un uccello, ne recide dapprima il capo e toglie poi con cura piume e penne. Per aggredire e difendersi usa una tecnica analoga a quella della mangusta grigia indiana e dell'icneumone. Pulisce il mantello e il muso con movimenti molto rapidi e durante le brevi pause si dedica ad altre attività; rimuove i resti del cibo incastrati tra i denti per mezzo degli artigli.
Questa piccola mangusta, che nello zoo di Francoforte è ospitata in un recinto all'aperto entro cui si trova un nido artificiale di termiti, imprime dei marchi odorosi applicando tecniche diverse: usa il secreto delle ghiandole presenti nelle guance per segnare spigoli, pareti, rami e i suoi stessi figli, ma impiega sovente anche il secreto della borsa anale per lasciare altri contrassegni. In tale caso si sostiene sugli arti anteriori, e solleva verticalmente il corpo fino a portare la regione anale a contatto del punto prescelto, oppure si limita a far scivolare su di esso la zona delle ghiandole anali. Zannier così descrive queste operazioni:
Le manguste nane raggiungono la maturità sessuale abbastanza precocemente, all'età di circa 3 mesi, e sembrano accoppiarsi più volte all'anno (nello zoo di Francoforte, infatti, una femmina partorì in marzo, maggio, agosto e novembre 1963, ogni volta 4 piccoli). La gestazione dura 50-54 giorni, e i piccoli sono allevati di comune accordo da tutti i componenti della famiglia (compresi il padre e gli individui giovani), che li coprono con il proprio corpo per riscaldarli, li marcano con i loro vari secreti, li puliscono e li trasportano. In questo caso si comportano con estrema cautela, e compiono ripetuti tentativi finché non riescono ad afferrarli saldamente, ma delicatamente, al collo. Durante il trasporto, tuttavia, i piccoli vengono sovente trascinati, deposti a terra per breve tempo, quindi ripresi e nuovamente trascinati qua e là con una corsa precipitosa. Le piccole manguste nane sono molto amanti del gioco, e si dedicano a passatempi analoghi a quelli delle manguste grigie indiane.